# Rave In2 the Joy Fantastic
Rave In2 the Joy Fantastic è un album di remix del cantante e musicista O (+> (noto anche come Prince, che è anche il produttore dell'album). È stato originariamente pubblicato tramite posta esclusivamente attraverso un abbonamento via Internet con il sito "NPG Music Club", uscito il 29 aprile 2001. L'album è un'alternativa, o remix, della versione del 1999 del Rave Un2 the Joy Fantastic.
L'album contiene una serie di modifiche al suo album originario:
1. La title track (con un titolo per una lettera leggermente modificato), "Rave In2 the Joy Fantastic" è una versione remixata, ed ha anche un tempo più veloce.
2. "Undisputed (The Moneyopolis Mix)" è di 89 secondi, con un verso ed un canto supplementare aggiunto; i testi modificati dal batterista dei The Roots, Questlove.
3. "The Greatest Romance Ever Sold" è di oltre 2,5 minuti in più, e comprende un rap di Eve, un nuovo rap di Prince, entrambi i quali è descritto su "Adam & Eve Remix featuring Eve" dalla canzone maxi-single.
4. "Segue" - soppresso
5. "Hot Wit U (Nasty Girl Remix)" ha una produzione totalmente diversa ed è caratterizzato da un rap di Eve che viene lasciato intatto.
6. "Tangerine" comprende un finale aggiunto, estendendo il tempo di 45 secondi.
7. "So Far, So Pleased" - inedito.
8. "The Sun, The Moon And Stars" - inedito.
9. "Everyday Is A Winding Road" - dall'album originale; è stato soppresso per questa tracklist.
10. "Segue" - dall'album originale; è stato soppresso per questa tracklist.
11. "Man'O'War (Remix)" viene remixato con un R&B di produzione più pesante.
12. "Baby Knows" è più lunga di 28 secondi, e la voce di Sheryl Crow è stata rimossa, sostituita dal cantante Kip Blackwell.
13. "I Love U, But I Don't Trust U Anymore" - inedito.
14. "Beautiful Strange", un brano inedito del 1998, si aggiunge qui.
15. "Silly Game" - inedito.
16. "Strange But True" - dall'album originale; è stato soppresso per questa tracklist.
17. "Wherever U Go, Whatever U Do" - inedito.
18. "Prettyman" ha una sezione estesa alla fine, allungando la traccia di 72 secondi. È considerata una bonus track nascosta, e non è elencata nella lista tracce del CD.

È stato distribuito in primo luogo attraverso la fan-centric "NPG Music Club" e dei suoi membri paganti come parte del proprio abbonamento al servizio. L'album non ha ricevuto praticamente alcuna attenzione da parte dei media più ampi. È stato poi pubblicato nel negozio online "NPG Music Club".
Tuttavia, con i lievi o pesanti, remix, la rimozione di alcuni brani, e l'aggiunta di un altro, i fan in genere considerano "Rave In2 The Joy Fantastic" di essere superiore al suo predecessore.

## Lista tracce
1. "Rave In2 the Joy Fantastic" – 5:13
2. "Undisputed" (The Moneyopolis Mix) – 5:45
3. "The Greatest Romance Ever Sold" (Extended Remix) – 8:07
4. "Hot Wit U" (Nasty Girl Remix) – 4:22
5. "Tangerine" (Extended Version) – 2:13
6. "So Far, So Pleased" – 3:23
7. "The Sun, the Moon and Stars" – 5:15
8. "Man'O'War" (Remix) – 5:12
9. "Baby Knows" (Extended Version) – 3:52
10. "I Love U, but I Don't Trust U Anymore" – 3:33
11. "Beautiful Strange" – 4:55
12. "Silly Game" – 3:29
13. "Wherever U Go, Whatever U Do" – 3:15
14. "Prettyman" (Extended Version) – 5:35